# قطعنامه ۱۸۷۷ شورای امنیت
قطعنامه  ۱۸۷۷ شورای امنیت سازمان ملل متحد که در تاریخ ۰۷ جولای ۲۰۰۹ تصویب شد، سندی بین‌المللی دربارهٔ نقض قوانین بشردوستانهٔ بین‌المللی در قلمرو یوگسلاوی سابق است. این قطعنامه طی نشست ۶۱۵۵ام با ۱۵ رای موافق، ۰ مخالف و ۰ ممتنع تصویب شد.